# 萨宾人

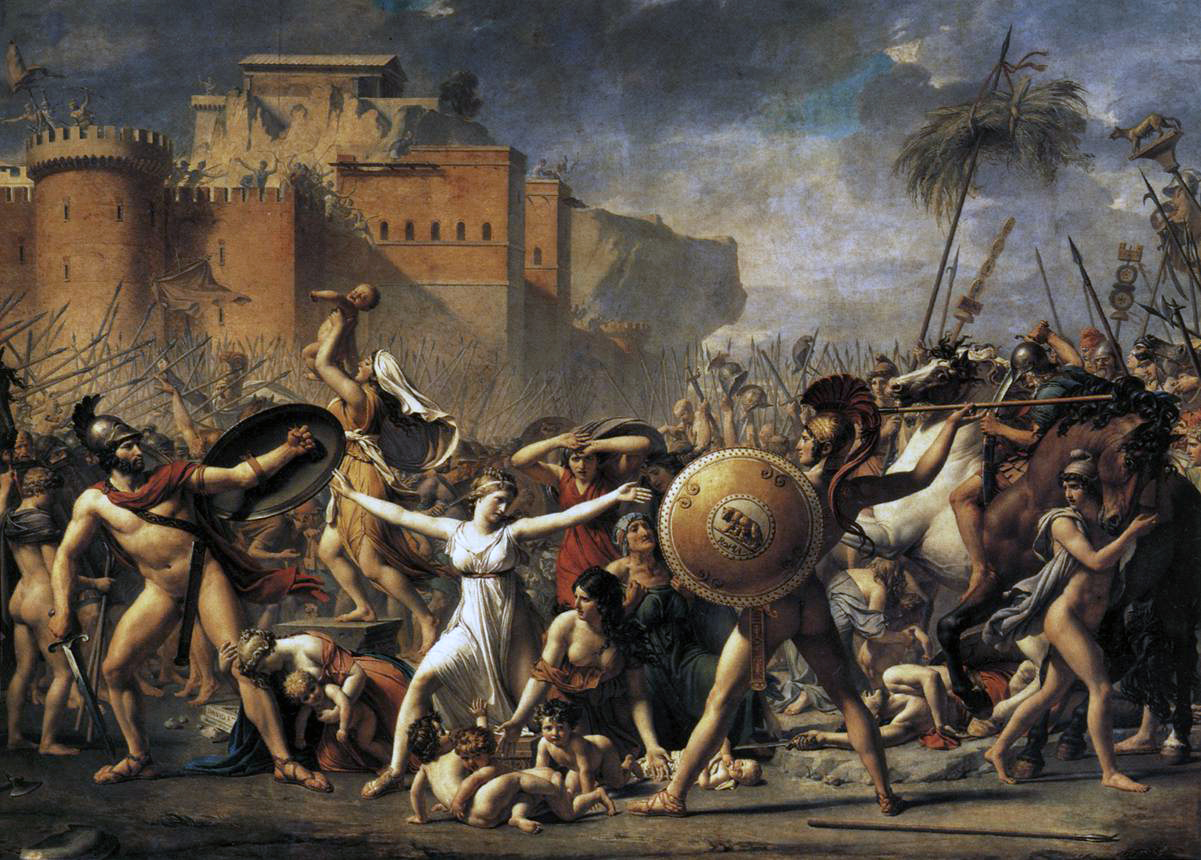
大卫的画作《萨宾妇女的调停》

萨宾人是生活在亚平宁半岛拉丁平原附近的一个部族，和拉丁人一起同为古罗马文明的创立者，罗马最早的三百名元老中即有一百名来自萨宾。
罗马人和萨宾人之间曾冲突不断，相传有次罗马人劫掠了大批萨宾妇女为妻，萨宾人于是进攻罗马进行报复，已为人妻人母的萨宾妇女苦劝丈夫与父兄和好，最终促成两个部族融合。法国大革命时期画家大卫的画作《萨宾妇女》反映的即是这个主题。